# Α-N-Acetylgalactosaminidase-Mangel
α-N-Acetylgalactosaminidase-Mangel ist eine äußerst seltene autosomal-rezessiv vererbte lysosomale Speicherkrankheit. In der juvenilen Form wird die Krankheit als Morbus Schindler und in der adulten Form als Morbus Kanzaki bezeichnet. In einigen Veröffentlichungen wird die juvenile Form auch als Morbus Schindler Typ I und die adulte Form als Morbus Schindler Typ II bezeichnet. Eine intermediäre Mischform aus beiden Erkrankungen wird als Morbus Schindler Typ III bezeichnet. Alle drei Erkrankungen werden den Oligosaccharidosen zugerechnet.

## Ätiologie und Prävalenz
Bei den von der Schindler-Krankheit betroffenen Patienten ist das Enzym α-N-Acetylgalaktosaminidase in seiner Aktivität vermindert. Ursache für den Enzym-Defekt sind Nonsense- oder Missense-Mutationen auf dem die α-N-Acetylgalaktosaminidase codierenden Gen (NAGA-Gen), welches sich auf Chromosom 22 Genlocus q11 befindet. Das Enzym katalysiert die Spaltung von N-Acetylgalaktosamin von verschiedenen Glykoproteinen und Glykolipiden. Die durch den Gendefekt verursachte Verminderung in der Enzymaktivität führt zu einer Anreicherung der nicht metabolisierten Substanzen in den Zellen. Dabei handelt es sich im Wesentlichen um N- oder O-verlinkte Glykoproteine, Glykosphingolipide und Proteoglykane, die α-N-acetylgalactosamine-Gruppen terminal gebunden haben. Diese Ansammlungen führen zu Schädigungen in der Zelle und der betroffenen Organe.
Der α-N-Acetylgalactosaminidase-Mangel ist eine äußerst seltene Erkrankung, dessen genaue Prävalenz unbekannt ist. Weltweit wurden bisher etwa zwölf Patienten aus insgesamt acht Familien beschrieben.

## Symptomatik und Diagnostik
Beim Morbus Schindler Typ I ist die Erkrankung bereits im ersten Lebensjahr durch eine progrediente Muskelhypotonie gekennzeichnet. Hinzu kommen Störungen im Bewegungsablauf (extrapyramidales Syndrom), eine rapide psychomotorische Rückentwicklung, myoklonische zerebrale Krampfanfälle, spastische Tetraplegie und Erblindung. Bei der adulten Form wird eine dem Morbus Fabry ähnliche Symptomatik beobachtet. Die Betroffenen weisen Angiokeratome und nur ein geringes geistiges Zurückbleiben auf. Die intermediäre Form (Morbus Schindler Typ III) äußert sich durch Verhaltensstörungen, zerebrale Krampfanfälle und eine psychomotorische Retardierung. 
Der α-N-Acetylgalactosaminidase-Mangel lässt sich durch den chromatographischen Nachweis der Oligosaccharide im Urin diagnostizieren. Im Labor kann zudem die Aktivität der α-N-Acetylgalactosaminidase in Leukozyten, Fibroblasten oder Trophoblastgewebe bestimmt werden. Eine DNA-Analyse ist möglich, aber meist nicht notwendig.

## Therapie
Es gibt derzeit keine spezifische Therapie für die Schindler-Krankheit. Die Behandlung erfolgt symptomatisch.

## Erstbeschreibung
Der α-N-Acetylgalactosaminidase-Mangel wurde 1988 erstmals von dem Würzburger Humangenetiker Detlev Schindler beschrieben. Er ist der Namensgeber für den Morbus Schindler. T. Kanzaki – Namensgeber für den Morbus Kanzaki – beschrieb 1989 erstmals die Symptome der adulten Form des α-N-Galactosaminidase-Mangels bei einer 46-jährigen Japanerin. Zwei Jahre später erkannte er als Ursache den α-N-Galactosaminidase-Mangel.